# Anniversario della liberazione d'Italia
L'anniversario della liberazione d'Italia, noto anche come festa della Liberazione (o semplicemente il 25 aprile), è una festa nazionale della Repubblica Italiana, che si celebra ogni 25 aprile per commemorare la liberazione d'Italia dall'occupazione nazista e dal fascismo, a coronamento della resistenza italiana al nazifascismo.
È un giorno fondamentale per la storia d'Italia, come simbolo della lotta condotta dai partigiani e dall'esercito a partire dall'8 settembre 1943 (giorno in cui gli Italiani seppero dell'armistizio di Cassibile, appena firmato con gli Alleati).

## Storia
Il 25 aprile 1945 è il giorno in cui il Comitato di Liberazione Nazionale Alta Italia (CLNAI) – il cui comando aveva sede a Milano ed era presieduto da Alfredo Pizzoni, Luigi Longo, Emilio Sereni, Sandro Pertini e Leo Valiani (presenti, tra gli altri, il presidente designato Rodolfo Morandi, Giustino Arpesani e Achille Marazza) – proclamò l'insurrezione generale in tutti i territori ancora occupati dai nazifascisti, indicando a tutte le forze partigiane attive nel Nord Italia, facenti parte del Corpo volontari della libertà, di attaccare i presìdi fascisti e tedeschi, imponendo la resa, giorni prima dell'arrivo delle truppe alleate. Parallelamente il CLNAI emanò alcuni decreti: uno relativo all'assunzione di poteri da parte del CLNAI, «delegato dal solo Governo legale italiano, in nome del popolo italiano e dei Volontari della Libertà»; un altro relativo all'amministrazione della giustizia, che all'articolo 5 stabiliva la condanna a morte per tutti i gerarchi fascisti, senza citare esplicitamente Benito Mussolini, che fuggì da Milano il giorno stesso e che sarebbe stato catturato e fucilato tre giorni dopo.
«Arrendersi o perire!» fu l'intimazione  che i partigiani quel giorno e in quelli immediatamente successivi diedero ai nazifascisti ancora in armi.
()

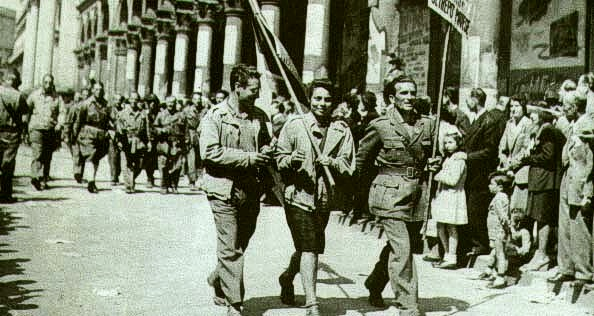
Partigiani sfilano per le strade di Milano
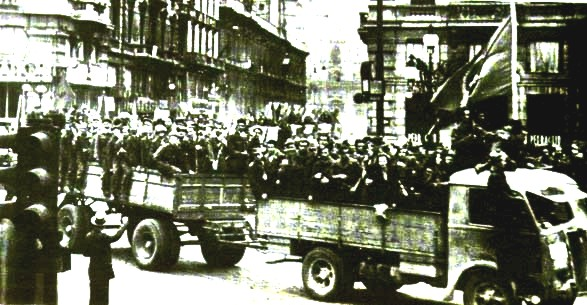
Bologna festeggia la Liberazione
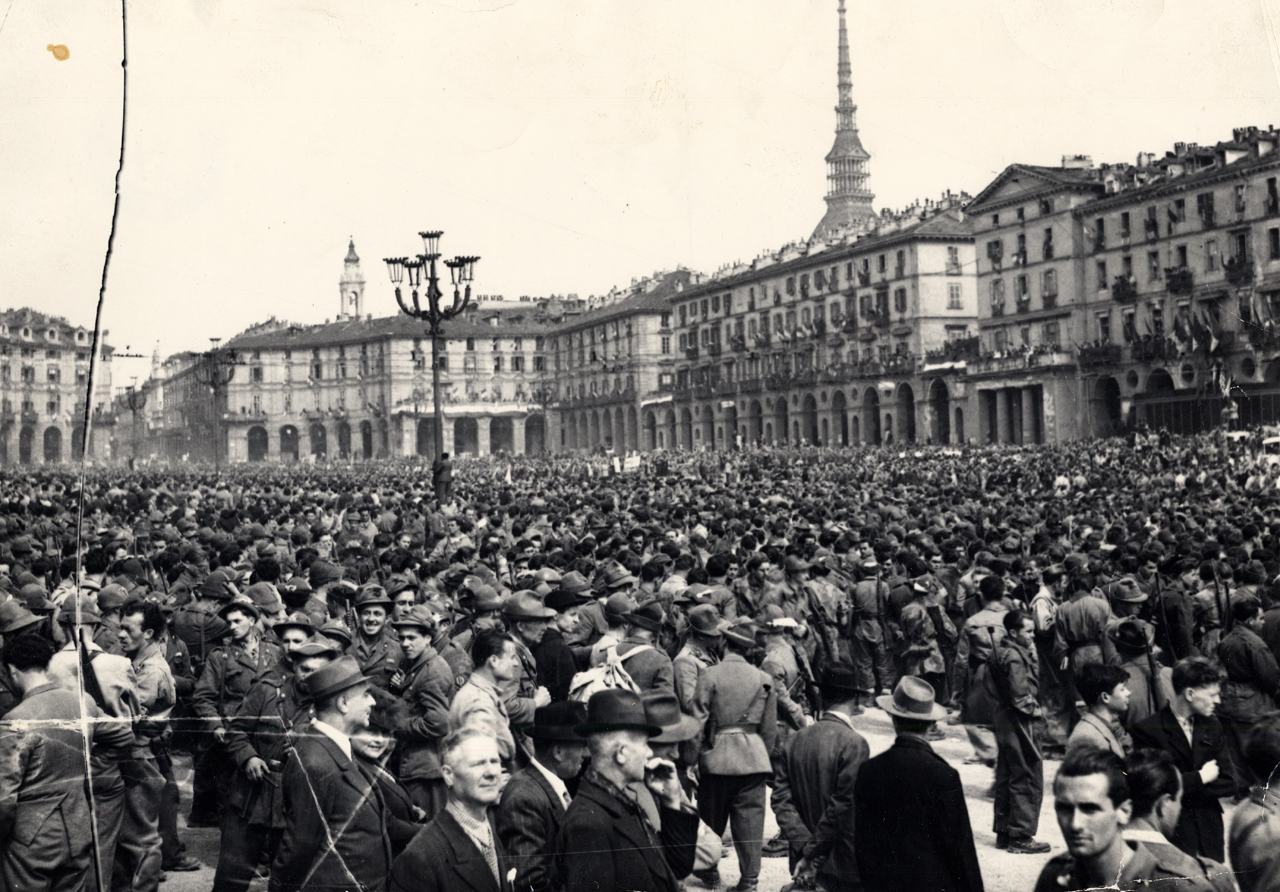
Torino, 6 maggio 1945. Sfilata della liberazione in piazza Vittorio Veneto

Entro il 1º maggio tutta l'Italia settentrionale fu liberata: Bologna il 21 aprile, Genova il 23 aprile, Venezia il 28 aprile.
La Liberazione mise così fine all'occupazione tedesca, a vent'anni di dittatura fascista e a cinque anni di guerra; la data del 25 aprile simboleggia il culmine della fase militare della Resistenza e l'avvio di una fase di governo ad opera dei suoi rappresentanti, che porterà prima al referendum del 2 giugno 1946 per la scelta fra monarchia e repubblica, poi alla nascita della Repubblica Italiana, fino alla stesura definitiva della Costituzione.
Il termine effettivo della guerra sul territorio italiano, con la resa definitiva delle forze nazifasciste all'esercito alleato, si ebbe solo il 2 maggio, come stabilito formalmente dai rappresentanti delle forze in campo, durante la cosiddetta resa di Caserta, firmata il 29 aprile 1945; tali date segnano la sconfitta definitiva del nazismo e del fascismo in Italia.

## Istituzione della festa nazionale

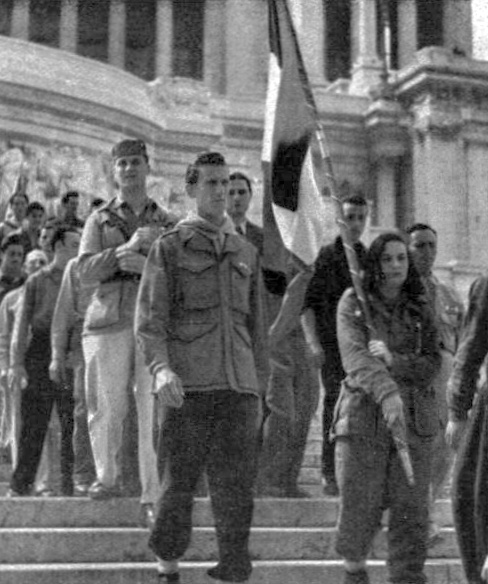
Celebrazioni del 25 aprile 1946

Su proposta del presidente del Consiglio Alcide De Gasperi, il 22 aprile 1946 il principe e luogotenente del Regno d'Italia Umberto II di Savoia emanò un decreto legislativo luogotenenziale con Disposizioni in materia di ricorrenze festive, che all'articolo 1 stabiliva la festività del 25 aprile per quell'anno.
(Decreto legislativo luogotenenziale 22 aprile 1946, n. 185, art. 1)
Si ebbero decreti per celebrare la ricorrenza anche nel 1947 e nel 1948; solo nel 1949 la ricorrenza venne istituzionalizzata stabilmente quale giorno festivo, insieme con la festa nazionale italiana del 2 giugno.

## Celebrazioni
Tra gli eventi del programma della festa c'è il solenne omaggio del Presidente della Repubblica Italiana e delle massime cariche dello Stato, al sacello del Milite Ignoto con la deposizione di una corona d'alloro in ricordo ai caduti e ai dispersi italiani nelle guerre.

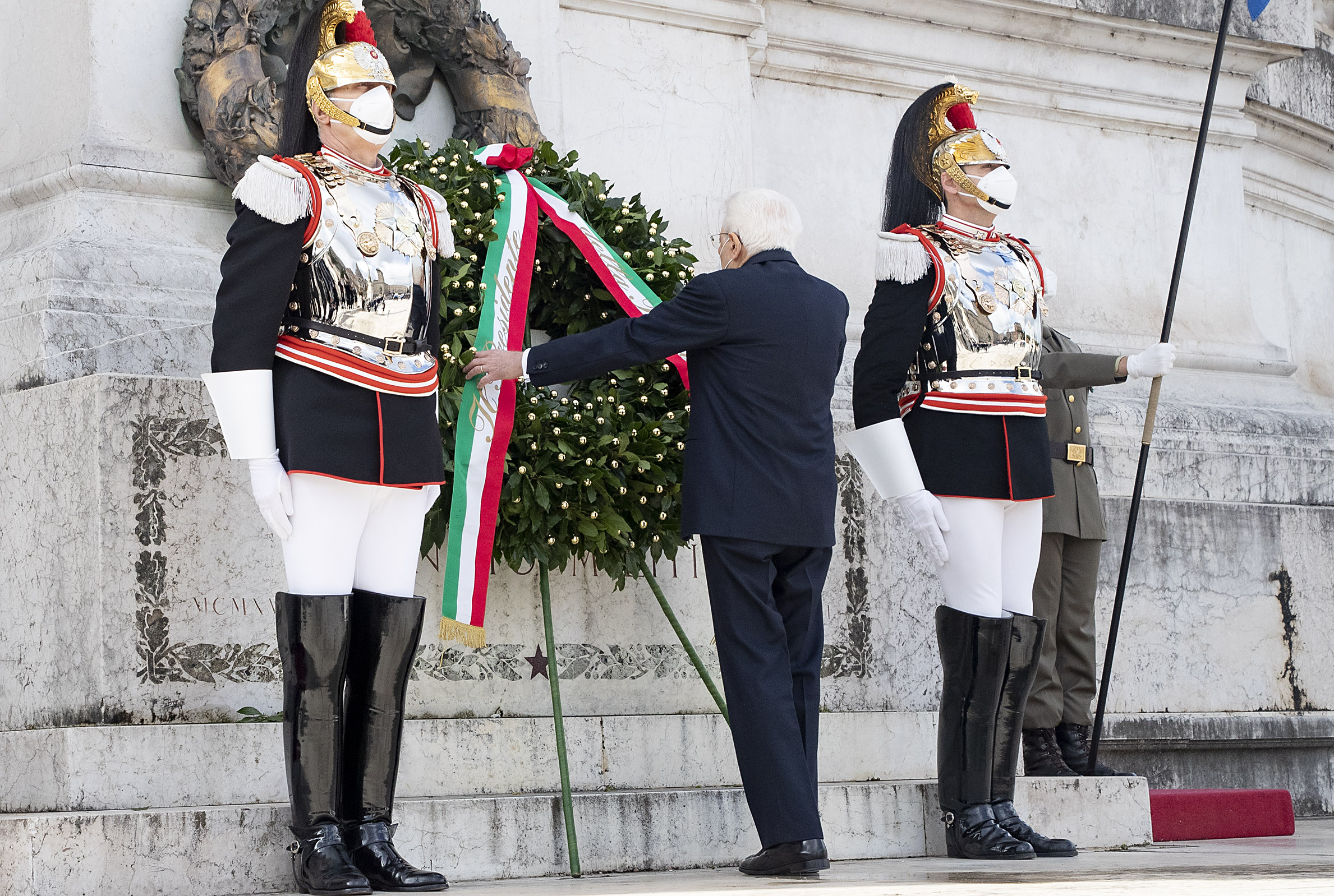
Deposizione della corona d'alloro al Milite Ignoto, 25 aprile 2022

In questo giorno la bandiera italiana e la bandiera europea vengono esposte su tutti gli edifici sede di uffici pubblici ed istituzioni.
In tutte le città italiane – specialmente in quelle decorate al valor militare per la guerra di liberazione – vengono organizzate manifestazioni pubbliche in memoria dell'evento.
Nel 1955, in occasione del decennale, il presidente del Consiglio Scelba rivolse un messaggio alla Nazione tramite la RAI.
(dal discorso di Mario Scelba, 25 aprile 1955)
Nell'aprile dello stesso anno il Movimento Sociale Italiano portò avanti una campagna per l'abolizione dei festeggiamenti del 25 aprile tramite il «Secolo d'Italia», su iniziativa di Franz Turchi. Venne inoltre organizzata una celebrazione a Roma a ricordo dei caduti della Repubblica Sociale Italiana; i saluti romani e i canti dei missini provocarono scontri con alcuni giovani comunisti.
Nel 1960, quando era in discussione al Senato la fiducia al governo Tambroni con il sostegno parlamentare del MSI, al momento delle celebrazioni della Liberazione i senatori del MSI uscirono dall'aula, accolti al rientro da commenti sarcastici (ad esempio, «Vi eravate squagliati, come d'abitudine» detto dal socialista Sansone).

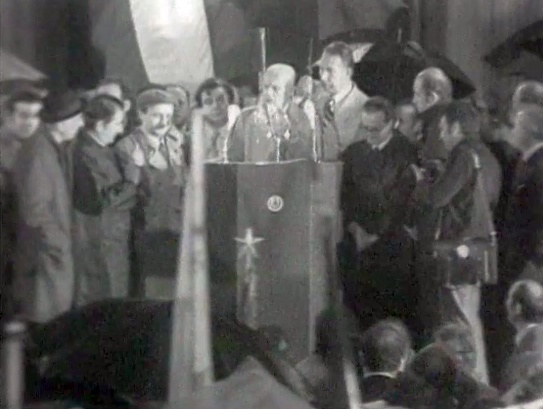
Sandro Pertini a Milano il 25 aprile 1973

Per la ricorrenza del 1973 Sandro Pertini tenne un discorso in piazza Duomo a Milano, dopo le violenze del 12 aprile commesse da militanti di gruppi neofascisti e del MSI durante una manifestazione vietata dalla questura.
(dal discorso di Sandro Pertini, 25 aprile 1973)

## Iniziative ufficiali
- «Mostra del primo e del secondo Risorgimento», tenuta a Milano all'Arengario dal 21 aprile 1946.[17]
- A. Garosci (a cura di), Il secondo Risorgimento. Nel decennale della Resistenza e del ritorno alla democrazia 1945-1955, Roma, Istituto Poligrafico dello Stato, 1955, SBN IEI0412329. Pubblicazione del Ministero della pubblica istruzione.

## Citazioni e riferimenti

### Musica
- Non maledire questo nostro tempo, brano de I Gufi, inciso come singolo nel 1967 insieme a Soldati a me; lo stesso brano fu inciso con il titolo 25 Aprile 1945 da Milva e incluso nell'album Libertà (1975)
- 25 aprile, brano di Vinicio Capossela, incluso nell'album Modì (1991)
- Quel giorno di aprile, brano di Francesco Guccini, incluso nell'album L'ultima Thule (2012)
- I campi in aprile, brano di Luciano Ligabue, incluso nell'album Giro del mondo (2015)

### Letteratura
- Canto degli ultimi partigiani, poesia di Franco Fortini, pubblicata nel 1946[18]
- La madre del partigiano, poesia di Gianni Rodari pubblicata nel 1954[19]
- Per i morti della Resistenza, poesia di Giuseppe Ungaretti inclusa nella raccolta Nuove (1968-1969)